# کاستیا و لئون
کاستیا و لئون (به اسپانیایی: Castilla y León) یکی از ۱۷ بخش خودمختار اسپانیا و بزرگ‌ترین آن‌ها است.
این بخش بر پایه منطقه‌های تاریخی کاستیا قدیم و لئون تشکیل شده‌است.
این بخش مساحت ۹۴۲۲۳ کیلومترمربع از خاک اسپانیا را پوشش می‌دهد و دارای ۲/۵ میلیون نفر جمعیت (سال ۲۰۰۵) می‌باشد.
پایتخت آن بالادولید است.

## تقسیمات
این بخش از نه استان تشکیل شده‌است که عبارتند از:

- استان لئون
- استان پالنسیا
- استان بورگس
- استان سویا
- استان زامورا
- استان والادلید
- استان سگوبیا
- استان سالامانکا
- استان آویلا